# Caminha
Caminha – miejscowość w Portugalii, leżąca w dystrykcie Viana do Castelo, w regionie Północ i w subregionie Minho-Lima. Miejscowość jest siedzibą gminy. Gmina ma obszar 129,66 km². Według danych z roku 2011 zamieszkiwało ją 16 684 mieszkańców.

## Demografia
| Liczba ludności gminy Caminha (1801–2011) | Liczba ludności gminy Caminha (1801–2011) | Liczba ludności gminy Caminha (1801–2011) | Liczba ludności gminy Caminha (1801–2011) | Liczba ludności gminy Caminha (1801–2011) | Liczba ludności gminy Caminha (1801–2011) | Liczba ludności gminy Caminha (1801–2011) | Liczba ludności gminy Caminha (1801–2011) | Liczba ludności gminy Caminha (1801–2011) | Liczba ludności gminy Caminha (1801–2011) |
| ----------------------------------------- | ----------------------------------------- | ----------------------------------------- | ----------------------------------------- | ----------------------------------------- | ----------------------------------------- | ----------------------------------------- | ----------------------------------------- | ----------------------------------------- | ----------------------------------------- |
| 1801                                      | 1849                                      | 1900                                      | 1930                                      | 1960                                      | 1981                                      | 1991                                      | 2001                                      | 2004                                      | 2011                                      |
| 9 251                                     | 12 167                                    | 15 288                                    | 15 810                                    | 16 688                                    | 15 883                                    | 16 207                                    | 17 069                                    | 16 926                                    | 16 684                                    |

## Sołectwa
Ludność wg stanu na 2011 r.
- Âncora - 1182 osoby
- Arga de Baixo - 74 osoby
- Arga de Cima - 73 osoby
- Arga de São João - 61 osób
- Argela - 393 osoby
- Azevedo - 158 osób
- Caminha (Matriz) - 1346 osób
- Cristelo - 244 osoby
- Dem - 363 osoby
- Gondar - 222 osoby
- Lanhelas - 991 osób
- Moledo - 1322 osoby
- Orbacém - 213 osób
- Riba de Âncora - 723 osoby
- Seixas - 1502 osoby
- Venade - 817 osób
- Vila Praia de Âncora - 4820 osób
- Vilar de Mouros - 753 osoby
- Vilarelho - 1125 osób
- Vile - 302 osoby